# Klenowyj
Klenowyj (ukrainisch Кленовий; russisch Кленовый/Klenowy) ist eine Siedlung städtischen Typs im Süden der ukrainischen Oblast Luhansk mit etwa 2100 Einwohnern.

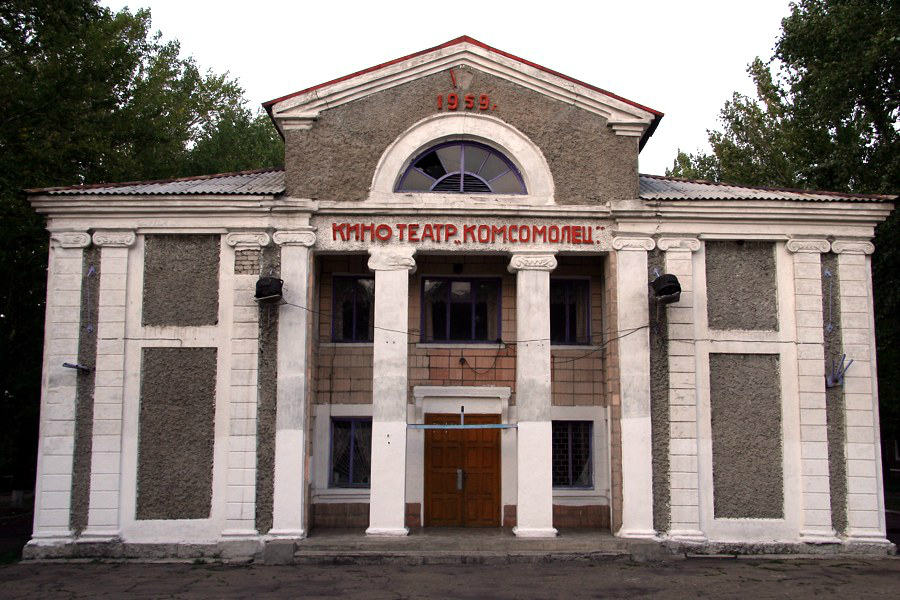
Gebäude des ehemaligen Filmtheaters Komsomolez im Ort

Der Ort gehört administrativ zur Stadtgemeinde der 7 Kilometer südwestlich liegenden Stadt Rowenky und bildet eine eigene Siedlungsratsgemeinde zu der auch die Siedlung städtischen Typs Welykokamjanka, das Dorf Korobkyne (Коробкине) sowie die Ansiedlung Pokrowka (Покровка) gehören, die Oblasthauptstadt Luhansk befindet sich 50 Kilometer nördlich des Ortes.
Klenowyj wurde 1955 als Bergarbeitersiedlung für die neu gegründeten umliegenden Kohlegruben gegründet und wurde 1956 zu einer Siedlung städtischen Typ erhoben. Seit Sommer 2014 ist der Ort im Verlauf des Ukrainekrieges durch Separatisten der Volksrepublik Lugansk besetzt.